# フランソワ・ジョゼフ・ルフェーヴル
フランソワ・ジョゼフ・ルフェーヴル（François Joseph Lefebvre, 1755年10月25日 - 1820年9月14日）は、ナポレオン戦争で活躍したフランスの軍人であり、帝国元帥である。

## 生涯
ルフェーヴルは、オー＝ラン県ルーファで誕生した。彼の父親は軽騎兵連隊に所属する平民の軍人であった。18歳でフランス近衛兵連隊に入隊。フランス革命が勃発すると、彼は共和派であったため、貴族の士官が亡命した後の軍隊で昇進を重ねた。戦場における数々の勇敢な活躍が評価され、1794年には将軍に昇進。いくつかの軍団で前衛部隊の指揮を任され、その手腕を発揮した。

### ナポレオンとの関係と功績
エジプト遠征から帰国したナポレヴオン・ボナパルトとの会談において、ルフェーヴルはすぐにナポレオンに魅了され、ブリュメール18日のクーデターに積極的に参加した。1800年4月1日には元老院議員に指名され、1804年にナポレオンが皇帝に即位すると、帝国元帥に任命され、レジオンドヌール勲章のグランテーグル（Grand-Aigle, 大鷲）章を受章した。
1807年1月23日、ダンツィヒ（現グダニスク）の攻略を命じられる。この作戦は多くの困難を伴ったが、同年5月19日、ついにダンツィヒを陥落させることに成功した。この功績により、彼はダンツィヒ公爵の称号を授与された。しかし、ナポレオンからヴェストファーレン王国の王に任命されそうになった際には、彼は妻と協議し、身分不相応であるとしてその任命を断っている。

### 戦役への参加と晩年
1808年のスペイン遠征、およびオーストリア遠征に従軍し、各地を転戦した。1812年のロシア遠征が始まると、彼は古参近衛隊の指揮官に任命され、ボロジノの戦いに参加。退却戦の行軍においては、その部隊の先頭に立って指揮を執った。その後、1814年のフランス戦役の最後まで転戦を続けたが、同年4月4日、これ以上の抗戦は不可能であると判断し、皇帝に退位を求めた。
王政復古によりルイ18世が即位すると、ルフェーヴルはフランスの貴族に列せられた。しかし、ナポレオンがエルバ島から帰還し百日天下が始まると、彼はナポレオンに対し変わらぬ忠誠を示したものの、高齢のため軍務に就くことはできなかった。
ナポレオンが連合軍に敗北し、再びルイ18世がパリに戻ってくると、ルフェーヴルは貴族の身分を廃されたが、元帥位はそのまま保持した。1819年3月5日には許され、貴族の身分を回復。1820年、パリで65歳で死去した。

## 関連作品
- 『ありし日のナポレオン』（Madame Sans-Gen'e）　主演：グロリア・スワンソン
- 『戦場を駈ける女』（Madame Sans-Gen'e）　監督：クリスチャン・ジャック、主演：ソフィア・ローレン

| 軍職                              | 軍職                         | 軍職                          |
| --------------------------------- | ---------------------------- | ----------------------------- |
| 先代 ジャン＝アントワーヌ・マルボ | パリ軍事総督 1799年 - 1800年 | 次代 エドゥアール・モルティエ |